# Siegel Kentuckys
Das Siegel des US-Bundesstaats Kentucky wurde im Jahr 1792 als offizielles Siegel angenommen.

## Beschreibung
Das Siegel zeigt zwei Freunde, die sich mit Händedruck begrüßen. In der allgemeinen Vorstellung wird behauptet, dass der in Wildleder gekleidete Mann auf der linken Seite Daniel Boone ist, der für große Teile der Erschließung Kentuckys verantwortlich war, und der Mann im dunklen Anzug auf der rechten Seite soll Henry Clay sein, Kentuckys berühmtester Staatsmann.
Sie umgibt das Staatsmotto:
„United we stand, divided we fall.“
„Zusammen sind wir stark, geteilt gehen wir unter.“
Das Motto stammt aus dem Text des The Liberty Song, eines patriotischen Liedes der Amerikanischen Revolution.

Flagge Kentuckys

Das Siegel findet sich wieder in der Mitte der Flagge Kentuckys.

## Symbolik
Die offizielle Erklärung lautet, dass die beiden Männer symbolisch für alle Entdecker und Staatsmänner stehen und somit keine bestimmten Personen darstellen.